# Pseudolignincola siamensis
Pseudolignincola siamensis är en svampart som beskrevs av Chatmala & E.B.G. Jones 2006. Pseudolignincola siamensis ingår i släktet Pseudolignincola och familjen Halosphaeriaceae.   Inga underarter finns listade i Catalogue of Life.